# Chyżoskoczek gruboogonowy
Chyżoskoczek gruboogonowy (Stylodipus telum) – gatunek ssaka z podrodziny skoczków (Dipodinae) w obrębie rodziny skoczkowatych (Dipodidae).. Występuje w Azji Środkowej i w Europie Wschodniej.

## Systematyka
Gatunek został po raz pierwszy opisany zgodnie z zasadami nazewnictwa binominalnego w 1823 roku przez niemieckiego przyrodnika Martina Lichtensteina któremu nadał nazwę Dipus Telum. Holotyp pochodził ze stepu na północny wschód od brzegu Jeziora Aralskiego w Kazachstanie.
Na podstawie analizy DNA wykazano, że S. telum i S. sungorus stanowią grupę siostrzaną. Autorzy Illustrated Checklist of the Mammals of the World rozpoznają sześć podgatunków.

### Etymologia
- Stylodipus: gr. στυλοςἁ stulos „podpora, kolumna”[15]; rodzaj Dipus A.E.W. Zimmermann, 1780 (skoczek)[16].
- telum: łac. telum „strzała, oszczep”[17].
- amankaragai: Amankaragai, Kazachstan[18].
- birulae: Aleksandr Andriejewicz Białynicki-Birulja (1864-1938), rosyjski zoolog[19].
- falzfeini: Friedrich von Falz-Fein (1863–1920), niemiecko-rosyjski właściciel ziemski i założyciel rezerwatu przyrody Askanija-Nowa[5].
- turovi: Sergiej Sergiejewicz Turow (1891–1975), rosyjski teriolog[6].

## Występowanie
Zasięg tego gatunku obejmuje stepy, także pustynniejące w Eurazji od wschodniej Ukrainy, przez tereny na północ od Kaukazu w Rosji, zachodni Turkmenistan, zachodni Uzbekistan i Kazachstan, po wschodni i północny Sinciang w Chinach. Zasięg od Morza Kaspijskiego po Chiny jest ciągły, natomiast w zachodniej części tworzą go dwa odizolowane obszary: na Ukrainie występuje podgatunek Stylodipus telum falz-feini, a na terenach między Kaukazem a Wołgą S.t. turovi.
Zasięg występowania w zależności od podgatunku:
- S. telum telum – Kazachstan (obwód aktobski, obwód atyrauski, zachodni obwód wschodniokazachstański, obwód karagandyjski, południowy obwód kustanajski, północny obwód kyzyłordyński i obwód zachodniokazachstański).
- S. telum amankaragai – północny Kazachstan (północny obwód kustanajski).
- S. telum birulae – wschodni Kazachstan (wschodnia część jeziora Zajsan) i północno-zachodnia Chińska Republika Ludowa (północno-zachodni Sinciang).
- S. telum falzfeini – południowa Ukraina (lewobrzeżna dolina dolnego biegu rzeki Dniepr w obwodzie mikołajowskim i obwodzie chersońskim).
- S. telum nastjukovi – południowy Kazachstan (obwód mangystauski, południowy obwód kyzyłordyński, obwód żambylski południowy region Ałmaty), północno-zachodni Uzbekistan (Karakałpacja) oraz zachodni i północny Turkmenistan (wilajet balkański i wilajet daszoguski).
- S. telum turovi – południowa część europejskiej Rosji (środkowa część doliny rzeki Don w wołgogradzkim i obwodzie rostowskim, na wschód i południe do prawego brzegu rzeki Wołga w obwodzie astrachańskim, Kałmucja, północny Kraj Stawropolski i Dagestan).

## Wygląd

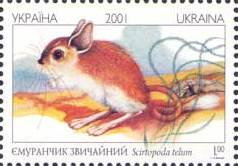
Znaczek pocztowy z rysunkiem chyżoskoczka

Jest to niewielki gryzoń. Długość ciała (bez ogona) 110–130 mm, długość ogona 130–170 mm, długość ucha 15–20 mm, długość tylnej stopy 46–55 mm; masa ciała 45–73 g. Latem grzbiet ciała ma jasny szarożółty kolor, z dłuższymi włosami o czarnoszarych czubkach. Boki ciała mają słomkową barwę, również na nich znajdują się włosy o ciemnych czubkach. Na biodrach znajduje się biały pasek. Wierzch głowy ciemniejszy. Dorosłe nie mają przedtrzonowców, a ich puszki bębenkowe są większe niż u chyżoskoczka mongolskiego (Stylodipus andrewsi).

## Tryb życia
W europejskiej części zasięgu przeważnie zamieszkuje piaszczyste wzgórza w dolinach rzek i suche obszary, na których występują drzewa. W Chinach preferuje obszary o gliniastym podłożu w stosunku do luźnych piasków. Występuje w tam, gdzie rosną rośliny z rodzajów bylica i łoboda, a także lasy sosnowe.
Chyżoskoczek gruboogonowy jest aktywny o zmroku i nocą, prowadzi naziemny tryb życia. Zapada w sen zimowy wraz z pierwszymi przymrozkami. Nie podskakuje w sposób typowy dla skoczków, ale porusza się podobnie jak myszoskoczki. Mieszka samotnie, w stałej norze o długości 100–270 cm, głębokiej na 20–120 cm, wyposażonej w wiele wyjść zamykanych czopem. Areał osobniczy osobników tej samej płci nie nakłada się, ale w przypadku zwierząt różnej płci pokrywanie się jest znaczne. Schronienia na jego obszarze są często używane przez kilka osobników.
Chyżoskoczki gruboogonowe są głównie roślinożerne, jedzą nasiona, bulwy i zielone części roślin, a także owady. Nie przechowują zapasów.
Ssaki te rozmnażają się typowo raz na rok, rodząc 3–6 młodych. W Chinach stwierdzono rozród dwa razy w roku, najczęściej wiosną i jesienią. W miocie rodzi się od 2 do 4 młodych.

## Populacja i zagrożenia
Chyżoskoczki gruboogonowe zamieszkują duży obszar, na jego części są dość pospolite. Są spotykane w obszarach chronionych. Podgatunek żyjący na Ukrainie jest naturalnie rzadki i ma ograniczony zasięg występowania. Liczebność populacji ogółem maleje, niektóre populacje tracą siedliska wskutek nadmiernego wypasu, intensywnej orki i użytkowania pestycydów. Międzynarodowa Unia Ochrony Przyrody uznaje go za gatunek najmniejszej troski. Podgatunek S. t. falz-feini jest wpisany do ukraińskiej czerwonej księgi gatunków zagrożonych, ze względu na silny spadek liczebności.